# 原敬太郎
原 敬太郎（はら けいたろう、1885年10月13日 - 1963年1月13日）は、日本の海軍軍人。最終階級は海軍中将。

## 経歴
1885年（明治18年）10月、高知城下本町（現在の高知市）に生まれた。高知県尋常中学校を経て、1905年（明治38年）11月、海軍兵学校（33期）を卒業。翌年12月、海軍少尉任官。海軍砲術学校高等科で学び、優等で卒業。次いで1920年（大正9年）11月、海軍大学校（甲種18期）を卒業。
1920年12月、「扶桑」砲術長となり、海軍教育本部員に異動し、1921年（大正10年）12月、海軍中佐に進級。1923年（大正12年）4月、組織改正により海軍省教育局員となり、第1艦隊参謀兼連合艦隊参謀、横須賀鎮守府付を経て、1925年（大正14年）12月、海軍大佐に昇進。その後、欧米各国に出張。
1926年（大正15年）10月、砲術学校教頭に就任し、横須賀鎮守府付、「羽黒」艤装員長・艦長、「伊勢」艦長、軍令部出仕、「長門」艦長などを歴任。1931年（昭和6年）12月、海軍少将に進級し砲術学校長に就任。第6戦隊司令官を経て、1935年（昭和10年）11月、海軍中将に進み第1戦隊司令官となった。
1936年（昭和11年）6月、第3戦隊司令官に就任し、鎮海要港部司令官、軍令部出仕を歴任し、1938年（昭和13年）3月、予備役に編入。
退役後は日本光学工業取締役を務めた。1947年（昭和22年）11月28日、公職追放仮指定を受けた。1963年（昭和38年）1月、77歳で死去。

## 栄典
- 1907年（明治40年）2月12日 - 正八位[2]
- 正四位勲一等
- 勲一等瑞宝章 1940年4月29日

## 参考資料
- 『高知県人名事典』高知市民図書館、1970年。
- 外山操編『陸海軍将官人事総覧 海軍篇』芙蓉書房出版、1981年。
- 福川秀樹『日本海軍将官辞典』芙蓉書房出版、2000年。
- 海軍歴史保存会編『日本海軍史』第9巻、発売:第一法規出版、1995年。